# Бентън (окръг, Мисури)
Вижте пояснителната страница за други значения на Бентън.
Окръг Бентън (на английски: Benton County) е окръг в щата Мисури, Съединени американски щати. Площта му е 1948 km², а населението - 17 180 души (2000). Административен център е град Уорсо.